# Ролла (Миссури)
Ролла (англ. Rolla) — небольшой город в округе Фелпс штата Миссури, приблизительно в 170 километрах от Сент-Луиса и 100 километрах от столицы штата Джефферсон-Сити. Население 19.5 тысяч человек (2010)
В городе расположен кампус Миссурийского Университета Науки и Технологий, в котором проходят обучение более 7500 студентов. Из Роллы управляется национальный лес «Марк-Твен» — единственный национальный лес Миссури.

## История
Ролла, ввиду своего выгодного расположения практически на пол-пути между более крупными городами Сент Луис и Спрингфилд, служила регулярной остановкой на пути по Шоссе 66 (англ. U.S. Route 66). В настоящее время через Роллу проходят трассы I-44, U.S. Route 63, и Missouri Route 72; некоторые участки U.S. Route 63 проходя по Ролле отмечены историческим маркером Historic Route US 66.

## География
Координаты: 37°56′56″ с. ш. 91°45′47″ з. д..
По данным бюро переписи населения США, площадь города составляет 29.1 км².

## Климат
Климат Роллы близок к субтропическому океаническому климату, а также к умеренному внутриконтинентальному.
| Показатель                    | Янв. | Фев. | Март | Апр.  | Май   | Июнь  | Июль  | Авг.  | Сен.  | Окт. | Нояб. | Дек. |
| ----------------------------- | ---- | ---- | ---- | ----- | ----- | ----- | ----- | ----- | ----- | ---- | ----- | ---- |
| Абсолютный максимум, °C       | 26   | 27   | 33   | 34    | 36    | 40    | 45    | 42    | 40    | 34   | 29    | 26   |
| Средний максимум, °C          | 4    | 8    | 13   | 19    | 24    | 29    | 32    | 31    | 27    | 21   | 13    | 6    |
| Средний минимум, °C           | −6   | −4   | 1    | 7     | 13    | 18    | 20    | 19    | 14    | 8    | 2     | −4   |
| Абсолютный минимум, °C        | −29  | −26  | −19  | −11   | −1    | 5     | 9     | 7     | 0     | −7   | −16   | −28  |
| Норма осадков, мм             | 65   | 67,3 | 99,3 | 111,5 | 139,7 | 122,9 | 121,2 | 103,6 | 109,2 | 93   | 110,7 | 83,8 |
| Источник: The Weather Channel |      |      |      |       |       |       |       |       |       |      |       |      |

## Города-побратимы
- — Зондерсхаузен, Германия